# ویسنته لوکه
ویسنته لوکه (انگلیسی: Vicente Luque؛ زادهٔ ۲۷ نوامبر ۱۹۹۱) ورزشکار هنرهای رزمی ترکیبی اهل برزیل است. وی از سال ۲۰۰۹ میلادی تاکنون مشغول فعالیت بوده‌است.
لوکه یک رزمی‌کار ترکیبی حرفه‌ای برزیلی-آمریکایی با اصالت شیلیایی و برزیلی است. او در حال حاضر در بخش میان‌وزن مسابقات قهرمانی مبارزه نهایی (سازمان یواف‌سی) رقابت می‌کند.